# A14 (Griekenland)
De A14 is een geplande autosnelweg in Griekenland. De autosnelweg verbindt Agrinio met Lamia. De snelweg ligt in de periferie West-Griekenland.